# Ophiodes striatus
Espèce
Synonymes
- Pygopus striatus Spix, 1824
- Pygopus cariococca Spix, 1824
- Pygopus gronovii Wagler, 1828
- Ophiodes grilli Boulenger, 1913

Ophiodes striatus est une espèce de sauriens de la famille des Diploglossidae.

## Répartition
Cette espèce se rencontre au Paraguay, en Uruguay et au Brésil.

## Publication originale
- Spix, 1824 : Animalia nova sive species novae testudinum et ranarum, quas in itinere per Brasiliam annis 1817-1820 (texte intégral).